# Stadionul Şükrü Saracoğlu
Stadionul Şükrü Saracoğlu (pronunție în turcă [ʃyˈcɾy saˈɾadʒoːɫu]) este un stadion de fotbal în districtul Kadıköy din Istanbul, Turcia, și este arena de casă a clubului Fenerbahçe S.K.. El a fost inaugurat în 1908 și apoi renovat între 1999 și 2006. Pe 4 ocotmbrie 2006, după numeroase inspectări UEFA, stadionul lui Fenerbahçe, Şükrü Saracoğlu a fost ales să găzduiască Finala Cupei UEFA 2009 intrând în istorie ca stadionul ultimei finale de Cupa UEFA, întrucât din sezonul 2009-2010 competiția urma să fie înlocuită de UEFA Europa League.

## Galerie

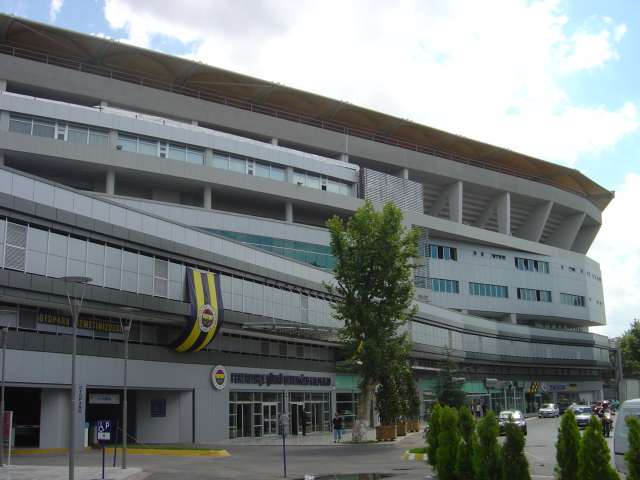
Stadium entrance
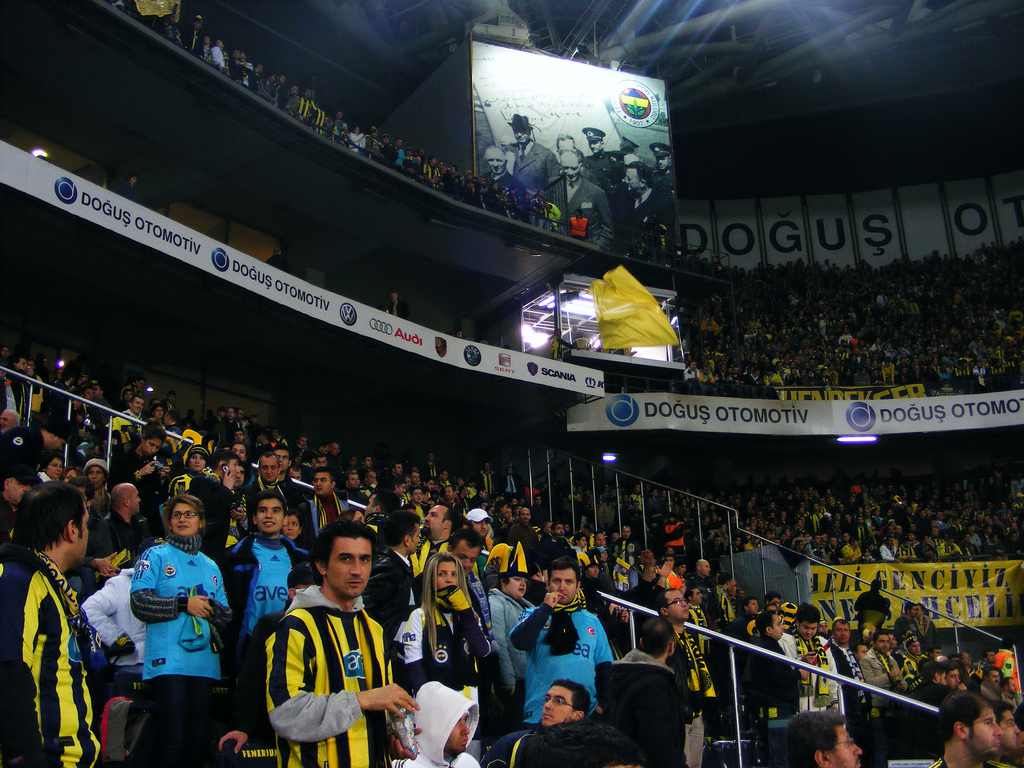
Vedere în interior
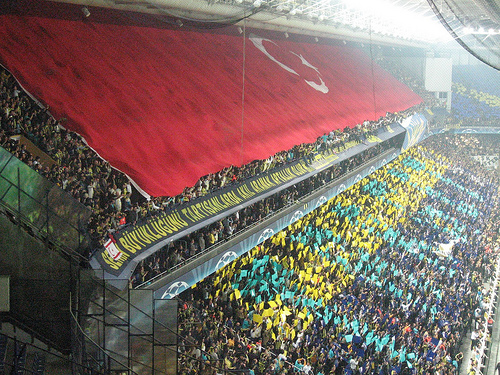
Vedere în interior
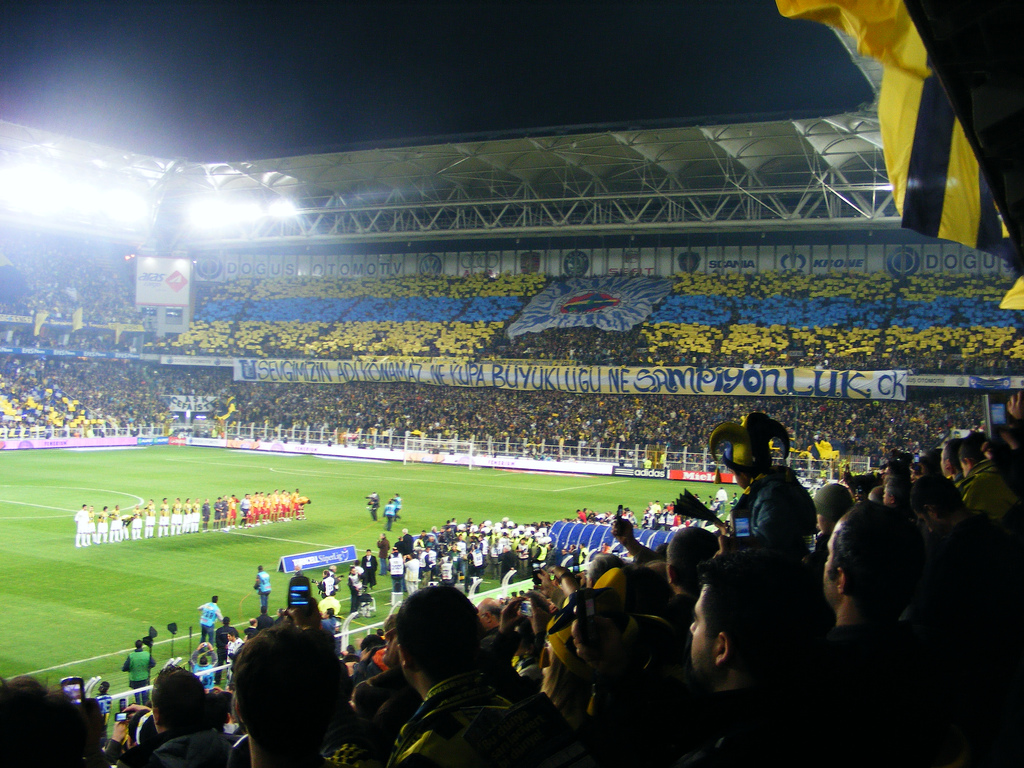
Vedere în interior
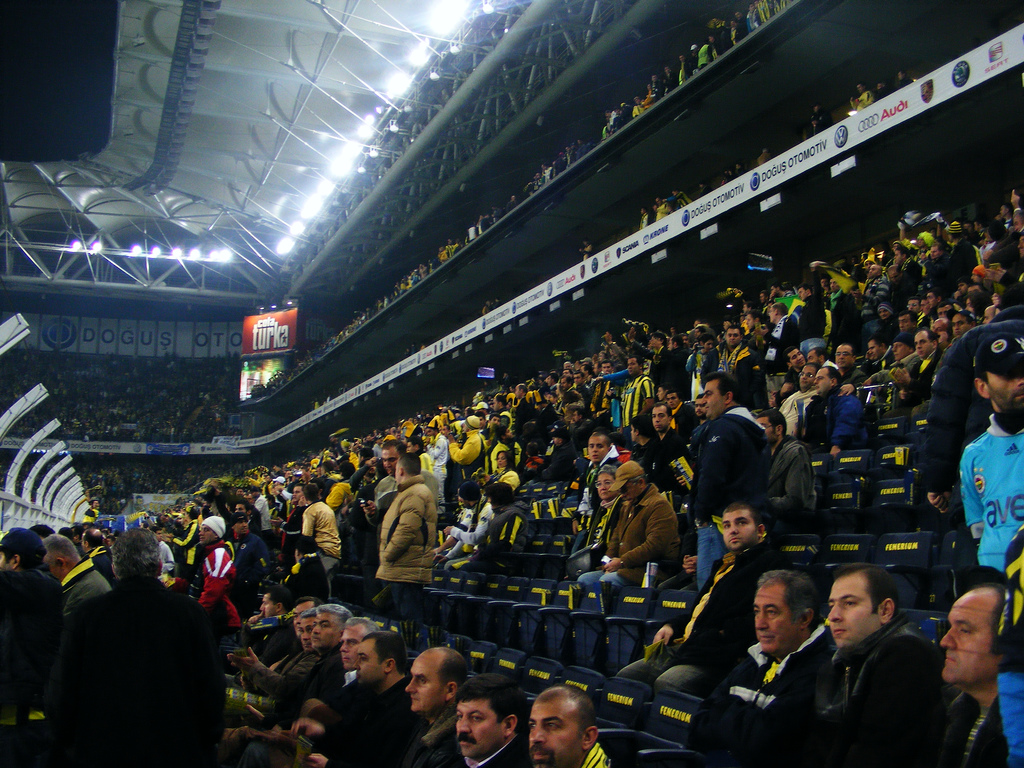
Vedere în interior
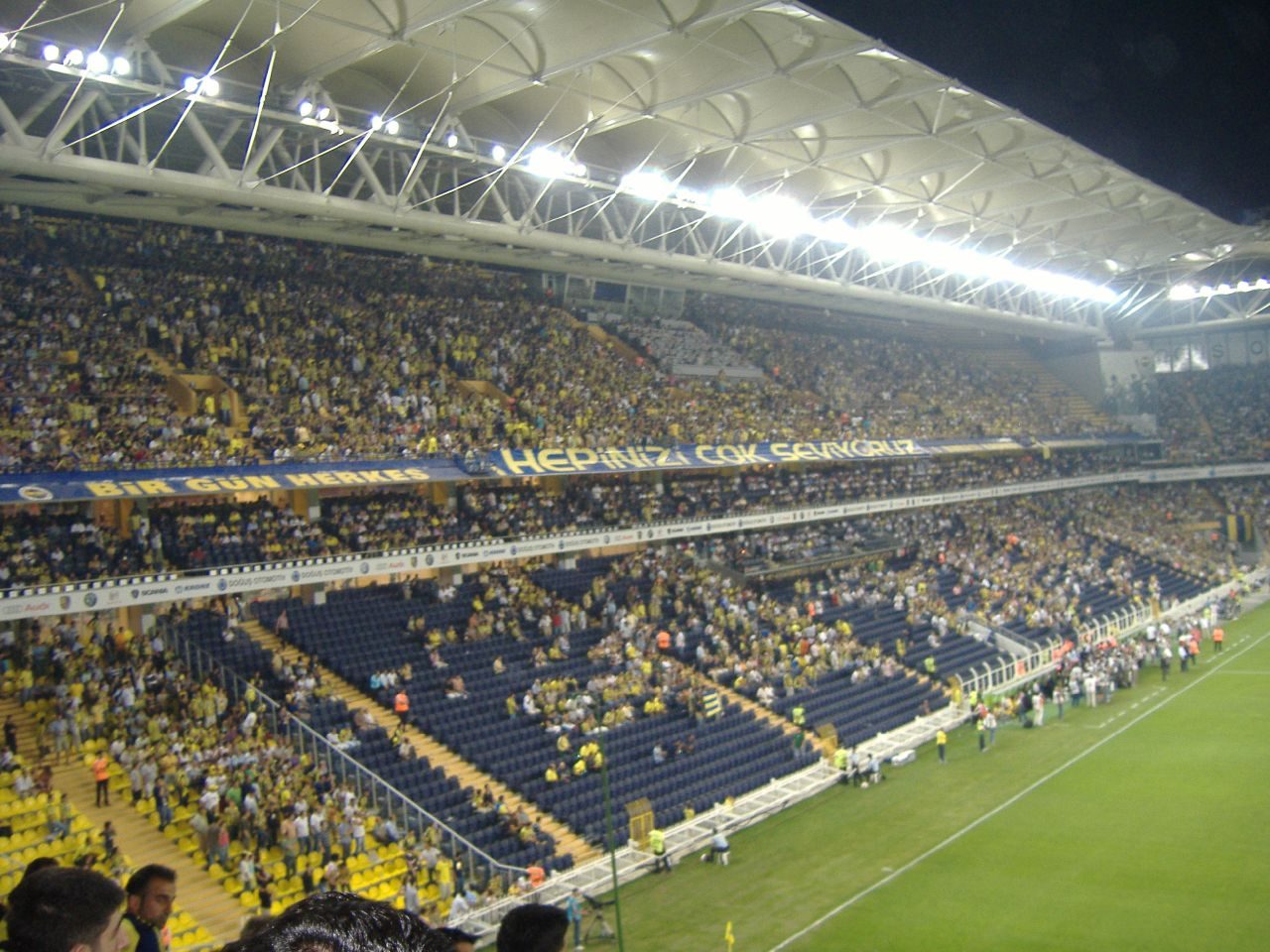
A view from the stadium
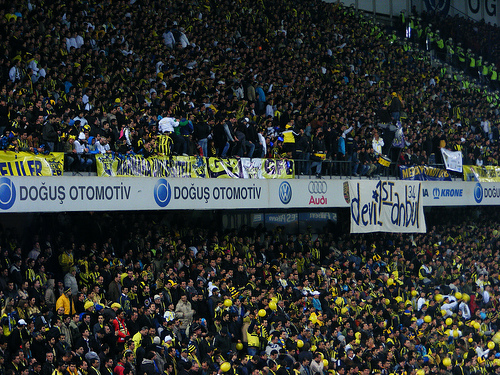
Vedere în interior
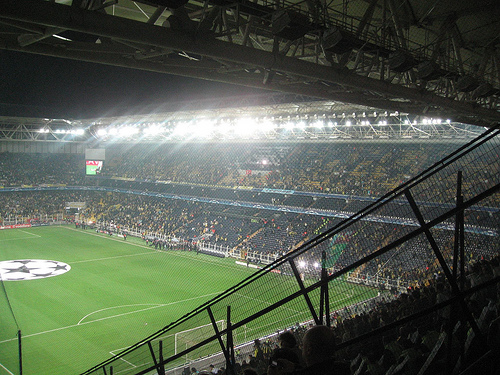
Vedere în interior
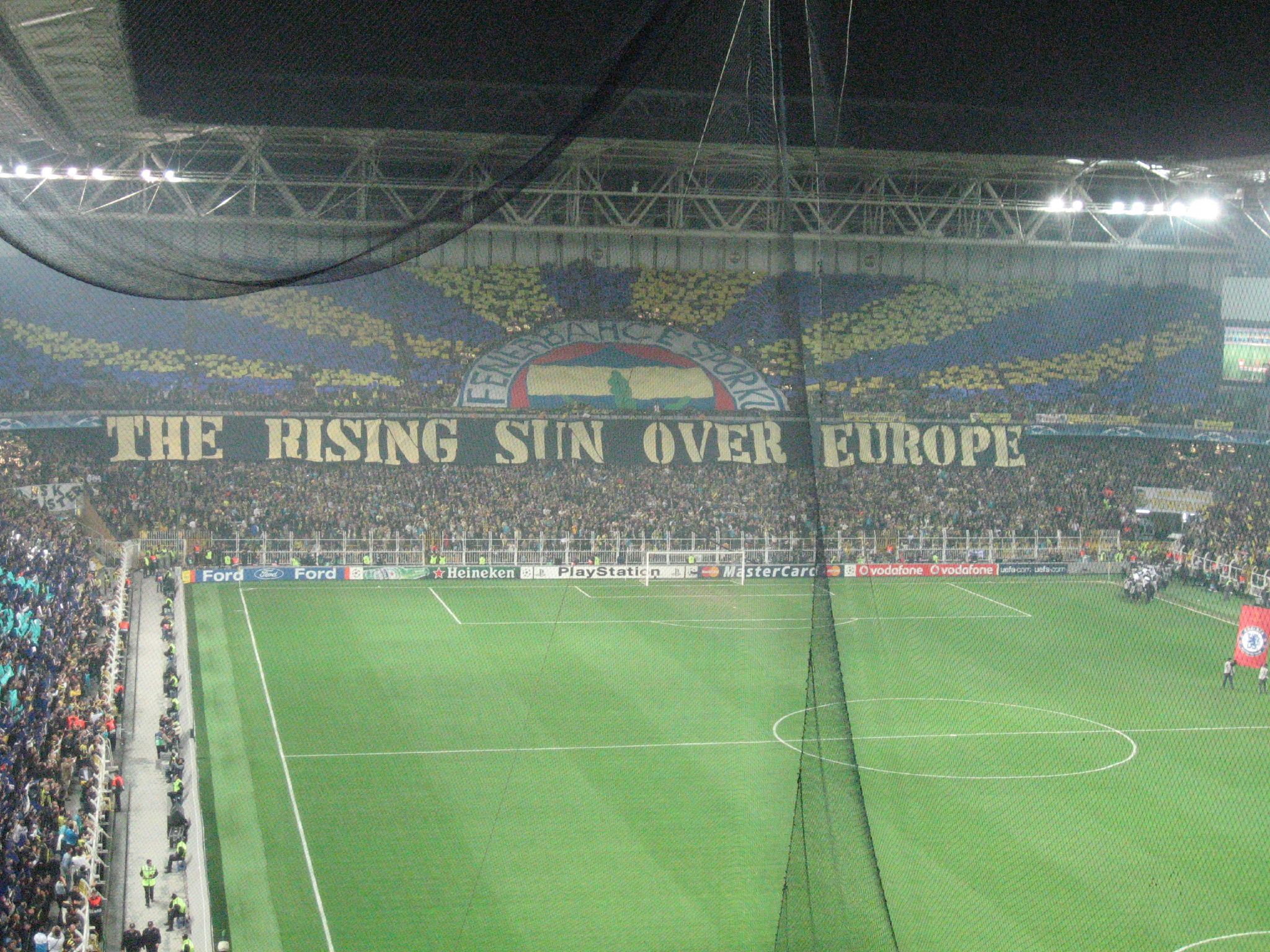
Vedere în interior
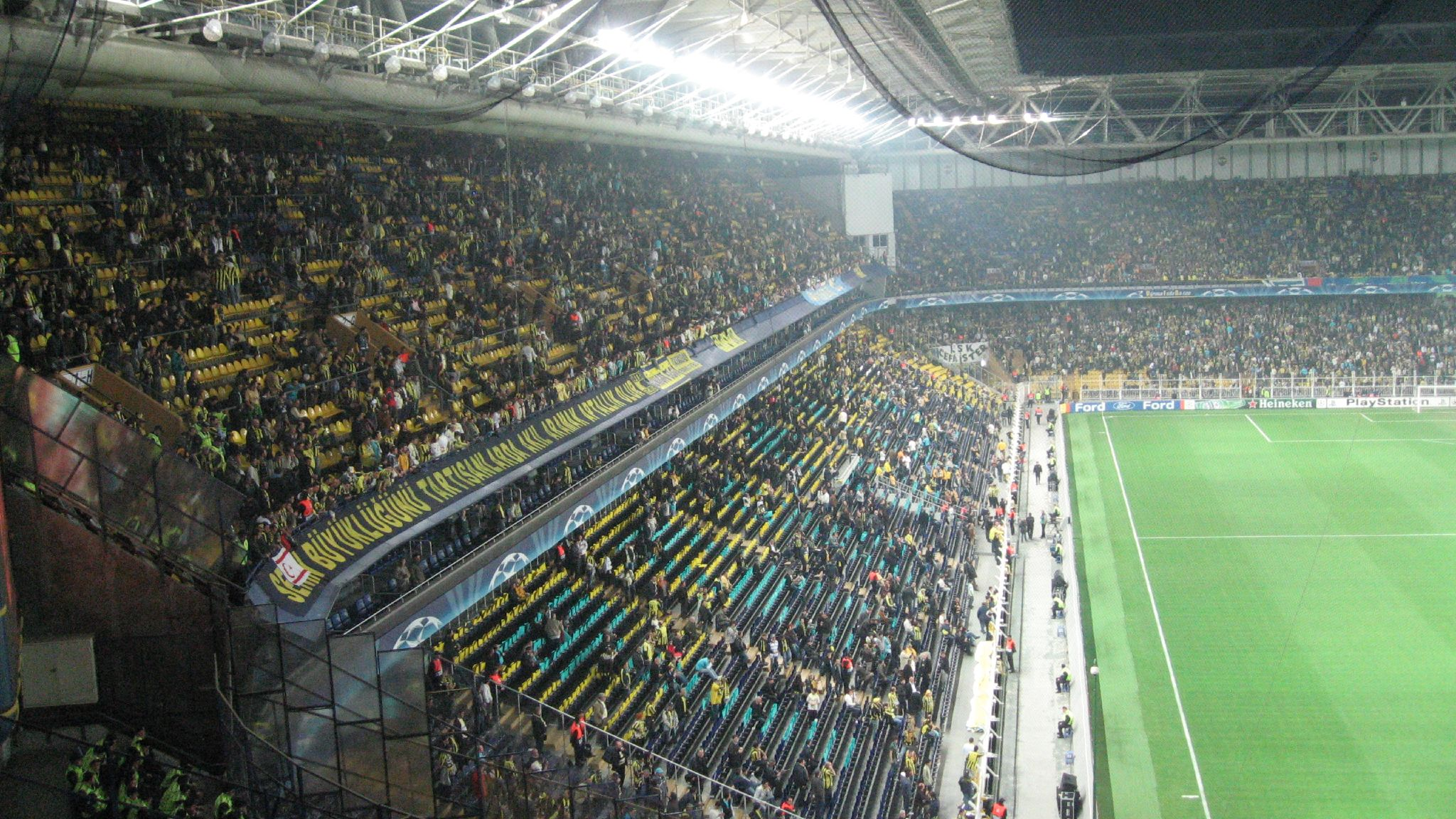
Vedere în interior
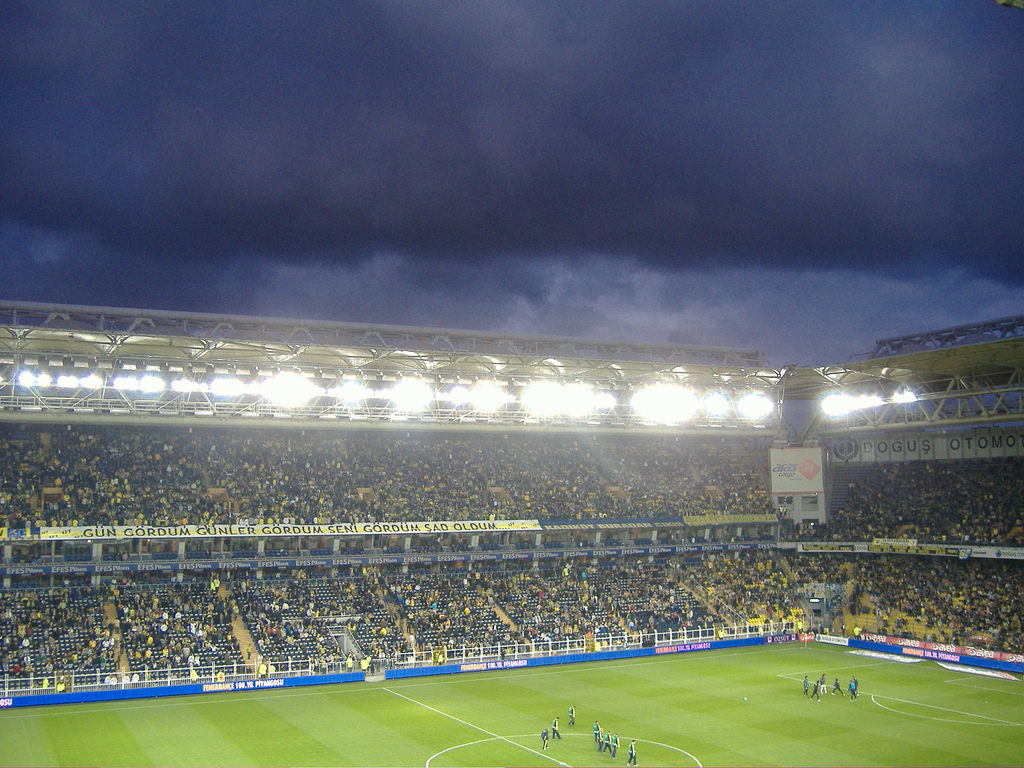
Vedere în interior